# Globus (tjednik)
Globus je hrvatski politički dvotjednik (do 2019. tjednik) koji izlazi u Zagrebu od 1990. Prodaje se diljem Hrvatske, i u inozemstvu. Izdaje ga Hanza Media, organizacija koja je sredinom devedesetih, pod nazivom Europapress Holding, izrasla upravo iz Globusa i njegovih tadašnjih izdanja, pa stoga kao početak svog djelovanja naznačuje baš pokretanje Globusa. 

## PovijestGlobusa
Globus je pokrenut kao privatni projekt, a nije preuzet kroz proces privatizacije društvenog i državnog vlasništva. Isti naziv su nosila dva ranija tjedna lista: jedan u izdanju Narodnog lista a drugi u Vjesnikovoj nakladi.
Globus je, kao politički tjednik po uzoru na Observer, pokrenula skupina bivših Vjesnikovih novinara, među kojima su za njegovo profiliranje najvažniji bili suvlasnik Ninoslav Pavić, prvi glavni urednik Denis Kuljiš, te glavni redaktor Marko Grčić Rako, koji je dao pečat atraktivnoj opremi i naslovima. U pokretačkoj skupini bili su još i: Ratko Bošković, Nenad Polimac, Rene Bakalović, te Vladimir Tomić. Suvlasnik je, s Pavićem, bio poduzetnik Zdravko Jurak. Godine 1991. pridružila se satiričnom kolumnom Sred pušaka bajuneta novinarka Tanja Torbarina, koja je od onda do 2018. bila stalna kolumnistica.
Do ljeta 1991. Globus je dostignuo nakladu od 100.000 primjeraka, a božićni broj te prve ratne godine tiskan je u 200.000 primjeraka.
U proljeće 1997. godine Globus je napustio novinski format te je redizajniran kao news magazin u boji.

## Uspjesi
U proljeće 1991. godine Globus je, vjerojatno prvi u svijetu, objavio detalje o pregovorima Slobodana Miloševića i Franje Tuđmana o podjeli Bosne i Hercegovine.
U srpnju 1992. godine Globus je objavio dvije naslovne teme (cover story) o tome kako je predsjednik Tuđman po povlaštenim uvjetima, za vrlo malo novca, otkupio vilu u Nazorovoj ulici u Zagrebu. Time je otvorio temat političke korupcije u Hrvatskoj.. Ti su članci objavljeni u jeku predizborne kampanje. Nakon pobjede Hrvatske demokratske zajednice na izborima, Hrvatska televizija je zabranila oglašavanje Globusa na svojim programima.
Globus je 1993. godine izvještavao o koncentracijskim logorima za Bošnjake u Dretelju i na mostarskom Helidromu. U božićnom broju te godine Globus je prvi objavio detaljnu dokumentaciju o ubojstvu obitelji Zec i o egzekucijama za koje je kasnije suđeno pripadnicima specijalne postrojbe MUP-a pod zapovjedništvom Tomislava Merčepa.
I u prvom desetljeću ovog stoljeća Globus je istraživao i objavljivao teme koje su izazivale pozornost javnosti. Prvi je, na primjer, objavio da  Haaški sud istražuje generala Petra Stipetića. Tu su vijest demantirale sve hrvatske institucije, ali se dvije godine kasnije pokazalo da je ta istraga zaista provođena.
Globus je sustavno objavljivao podatke koji su otkrivali ulogu organiziranog kriminala u hrvatskom društvu.

## Sporni članci
Globus je u više od četvrt stoljeća izlaženja, ulazeći u sporne teme te se baveći istraživačkim novinarstvom, bivao izložen kritici, a i sudskim tužbama.

### Vještice iz Rija
Članak Vještice iz Rija sama redakcija Globusa smatra "teškim izdavačkim promašajem", priznajući da je posrijedi bio nedopustiv "progoniteljski pamflet".

### SuđenjaGlobusu
Tjednik je više od stotine puta bio tužen i u većini slučajeva nije bio i osuđen.
- Svi članovi ondašnje Vlade, na čelu s premijerom Zlatkom Matešom, tužili su Globus kada je ujesen 1997. godine objavio istraživanje neke američke agencije, pod naslovom "Hrvatska vlada je korumpirana i pod utjecajem organiziranog kriminala". Na suđenju je tjednik oslobođen.[3].
- Općinski građanski sud u Zagrebu presudio je 14. veljače 2012. da Europapress holding, vlasnik Globusa, treba isplatiti 200.000 kuna kao naknadu štete zbog nanesenih duševnih boli supružnicima Ljerki i Zvonimiru Hodaku zbog objave fotomontaže njihove pokojne kćeri Ivane Hodak kako sjedi u krilu oženjenog generala Vladimira Zagorca, koja je bila popraćena naslovom 'Tajna ljubav Zagorca i Ivane Hodak' te podnaslovom 'General i odvjetnikova kći bili su u vezi šest mjeseci'. Na suđenju je utvrđeno da je uredništvo svjesno objavilo netočne informacije i njima na ružan način pokušalo narušiti dostojanstvo i ugled osobe koja je u to vrijeme bila nedavno na brutalan način nevina ubijena i čiji je mladi život prekinut u 26. godini života, a koja je živjela uzorno i moralno.[5]

## Novinari

### Glavni urednici
- Denis Kuljiš (1990. – 1995.)
- Davor Butković (1995. – 1997. i 2000. – 2001.)
- Đurđica Klancir (1997. – 1999.)
- Mirko Galić (1999. – 2000.)
- Igor Alborghetti (2001. – 2008.)
- Nenad Polimac (2008. – 2009.)
- Nino Đula (2009. – 2016.)
- Zdravko Milinović (2016. – 2019.; 2020.-)
- Marko Biočina (2019. – 2020.)

### Poznatiji suradnici
U Globusu su, kroz dulje ili kraće razdoblje, osim sadašnjih članova redakcije, u pojedinim razdobljima stalno surađivali još: Zvonimir Berković, Inoslav Bešker, Boris Dežulović, Branimir Donat, Bisera Fabrio, Darko Hudelist, Miljenko Jergović, Željko Kardum, Mladen Klemenčić, Pavica Knezović Belan, Dora Koretić, Denis Kuljiš, Jelena Lovrić, Slavica Lukić, Željko Malnar, Robert Perišić, Edo Popović, Ines Sabalić, Korana Sutlić, Dalibor Šimpraga, Vlado Vurušić.

## Poveznice
- Hrvatska novinska izdanja

## Vanjske poveznice
- Službena stranica